# Šutur-Nahhunte, Sohn des Indada
Šutur-Nahhunte, Sohn des Indada, war ein elamitischer König, der im frühen 6. Jahrhundert v. Chr. regierte. Er ist bisher mit Sicherheit nur von drei Quellen bekannt: Er erscheint auf einem Felsrelief von Kul-e Farah, in einer Inschrift auf einem goldenen Armband aus dem Jubaji-Grab sowie in einer kurzen Inschrift auf einer Perle, die sich heute in Privatbesitz befindet. Es gab mehrere Könige mit dem Namen Šutur-Nahhunte. Ohne weitere Informationen ist ihre Identifizierung nicht immer sicher. Ein Siegel nennt einen Huban-kitin, Sohn des Šutur-Nahhunte. Der Letztere wurde bisher meist mit Šutur-Nahhunte, Sohn des Huban-immena, identifiziert, doch ist dies nicht sicher und Šutur-Nahhunte, Sohn des Indada, ist auch eine Option.
Auf dem Relief von Kul-e Farah ist ein lokaler Fürst mit dem Namen Hanni dargestellt. Neben dem Fürsten erscheinen Beamte seines Hofstaates und Musikanten. Ein langer Text berichtet von seinen Taten; dort wird auch Šutur-Nahhunte, Sohn des Indada erwähnt, der offensichtlich der zu dieser Zeit herrschende König war, wobei Hanni offensichtlich sein Vasal war.
Über die Geschichte von Elam nach der Plünderung von Susa durch die Assyrer im Jahr 647 v. Chr. gibt es nur wenig Informationen. Meist wird davon ausgegangen, dass Elam zuerst eine assyrische Provinz und dann eine Provinz des Neubabylonischen Reiches wurde und für immer seine Eigenständigkeit verlor. Neuere Textfunde haben jedoch gezeigt, dass in diesem Zeitraum, vor der Eroberung der Region durch Kyros II. (regierte etwa 559 bis 530 v. Chr.), einige Herrscher zu datieren sind, die in Elam eigenständig regierten, als Erbauer von Tempeln auftraten und Feldzüge führten. Šutur-Nahhunte, Sohn des Indada, war offensichtlich einer dieser Könige und wurde unter anderem als Kleinkönig in Izeh/Malāmīr betrachtet, da der bis dato einzige Beleg von ihm von den Felsreliefs aus dieser Gegend stammt. Andere, neuere Überlegungen sind jedoch vorsichtiger. Der Fund des Jubaji-Grabes deutet darauf hin, dass Šutur-Nahhunte nicht nur um Izeh regierte. Die Altertumswissenschaftlerin Yasmina Wicks weist weiterhin darauf hin, dass es kaum sichere Anzeichen für einen Zerfall des Reiches von Elam gibt. Šutur-Nahhunte wäre demnach ein König, der über ganz Elam herrschte.